# Karri Hakala
Karri Hakala (* 5. Oktober 1996) ist ein ehemaliger finnischer Skilangläufer.

## Werdegang
Hakala nahm von 2012 bis 2015 an Juniorenrennen teil. Im Februar 2013 wurde er finnischer Juniorenmeister im Sprint. Zu Beginn der Saison 2013/14 startete er erstmals im Scandinavian Cup in Vuokatti und belegte dabei den 171. Platz über 15 km klassisch. Bei den Junioren-Weltmeisterschaften 2015 in Astana kam er auf den 28. Platz im Sprint. Zu Beginn der Saison 2015/16 holte er im Scandinavian-Cup in Vuokatti mit dem 11. Platz im Sprint seine ersten Punkte. Im Januar 2016 lief er in Planica sein erstes Weltcuprennen, welches er auf dem 28. Rang im Sprint beendete und holte damit auch seine ersten und einzigen Weltcuppunkte. Im folgenden Monat errang er bei den Junioren-Weltmeisterschaften in Râșnov den 19. Platz im Sprint. Bei den U23-Weltmeisterschaften 2017 in Soldier Hollow belegte er den 50. Platz über 15 km Freistil und den 45. Rang im Sprint. Letztmals im Weltcup startete er im März 2020 in Drammen, wobei er den 50. Platz im Sprint errang.